# Joseph Strickland
Joseph Strickland, född 31 oktober 1958 i Fredericksburg, Texas, är en amerikansk biskop. Han var biskop av Tyler från 2012 till 2023.